# Turkgran
Turkgran (Abies cilicica) är en tallväxtart som först beskrevs av Franz Antoine och Karl Theodor Kotschy, och fick sitt nu gällande namn av Élie Abel Carrière. Arten ingår i släktet ädelgranar, och familjen tallväxter.

## Beskrivning
Turkgranen når en höjd av cirka 30 meter och en bredd av upp till 6 meter. Barren är på ovansidan glänsande gröna och på undersidan blekt vitaktiga med en längd av 2,5 till 4 cm. Kottarnas form liknar en rulle. De är brungröna och vanligen 6 till 20 cm långa, ibland upp till 30 cm långa.

## Utbredning och habitat
Turkgranen växer vilt i Libanon, Syrien och Turkiet. Den växer i bergstrakter mellan 1 200 och 2 000 meter över havet. Arten kan bilda skogar där inga andra större träd ingår, men den ingår oftast i barr- eller blandskogar. I hela regionen hittas den vanligen tillsammans med Cedrus libani. I Turkiet bildar denna ädelgran ofta skogar tillsammans med Juniperus excelsa, Juniperus oxycedrus, asp och Quercus libani. I Syrien registreras arten vanligen i skogar där även Ostrya carpinifolia, Carpinus orientalis, Sorbus torminalis, Fraxinus ornus och Cerasus mahleb ingår.

## Användning och hot
Turkgranens trä används endast inom det regionala skogsbruket. Arten hotas av skogsröjningar när landskapet ska användas för andra ändamål. Dessutom drabbas skogarna ibland av bränder, och betande getter skadar unga individer av arten. I Libanon och Syrien har trädet blivit mycket sällsynt. Populationen i Turkiet är fortfarande stor. IUCN kategoriserar arten globalt som nära hotad.

## Underarter
Arten delas in i följande underarter:
- A. c. cilicica
- A. c. isaurica

## Bildgalleri

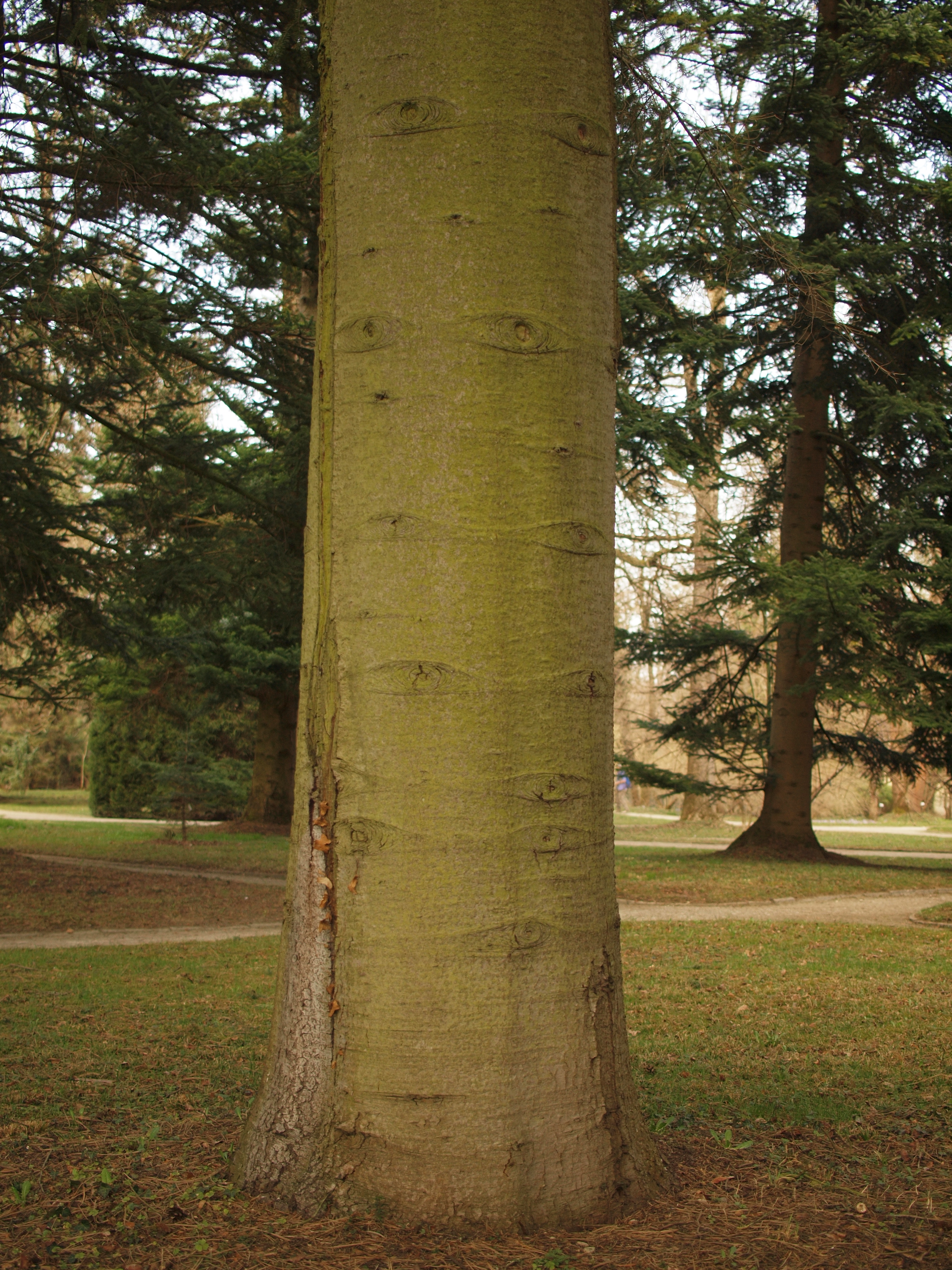
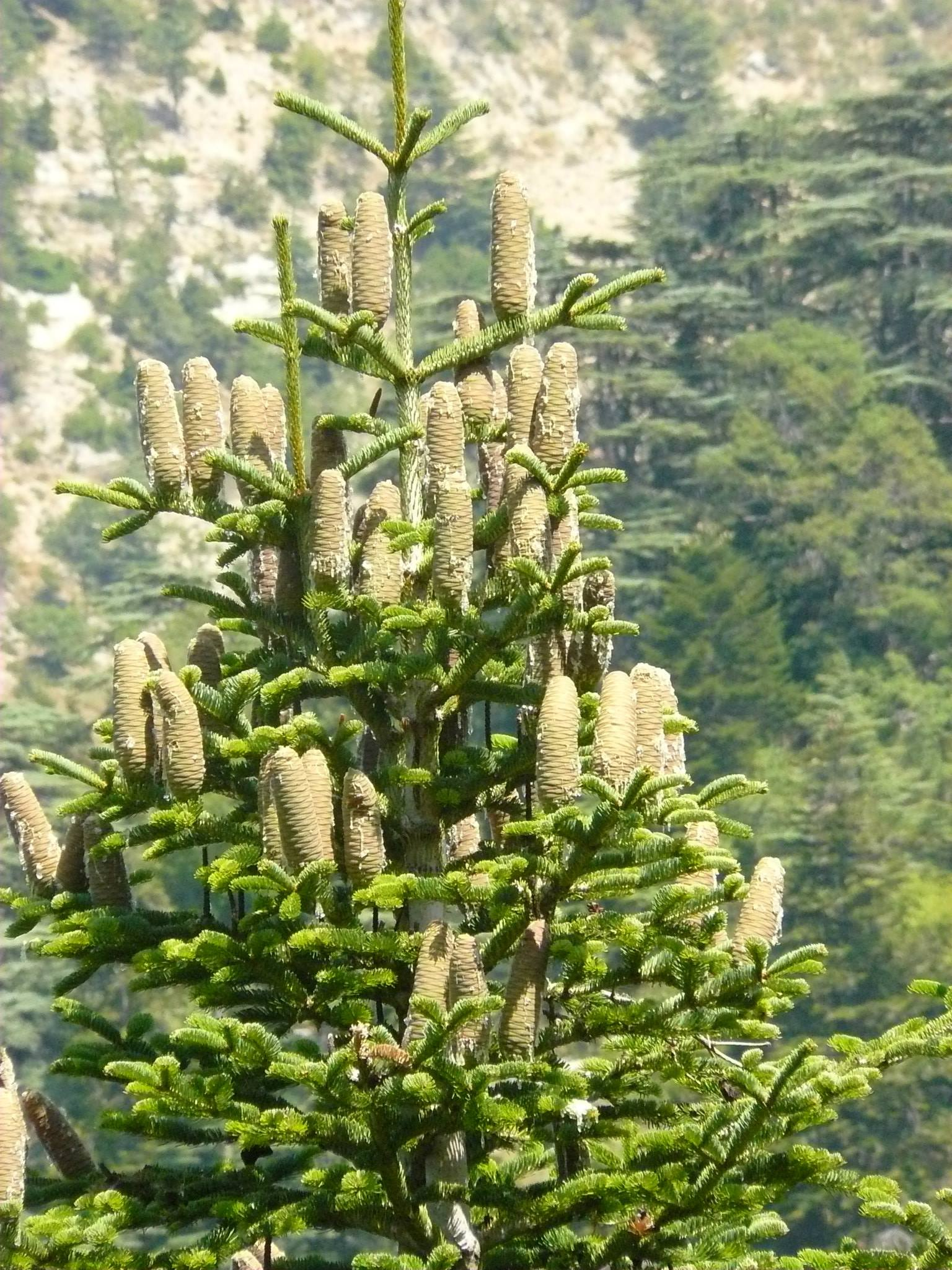
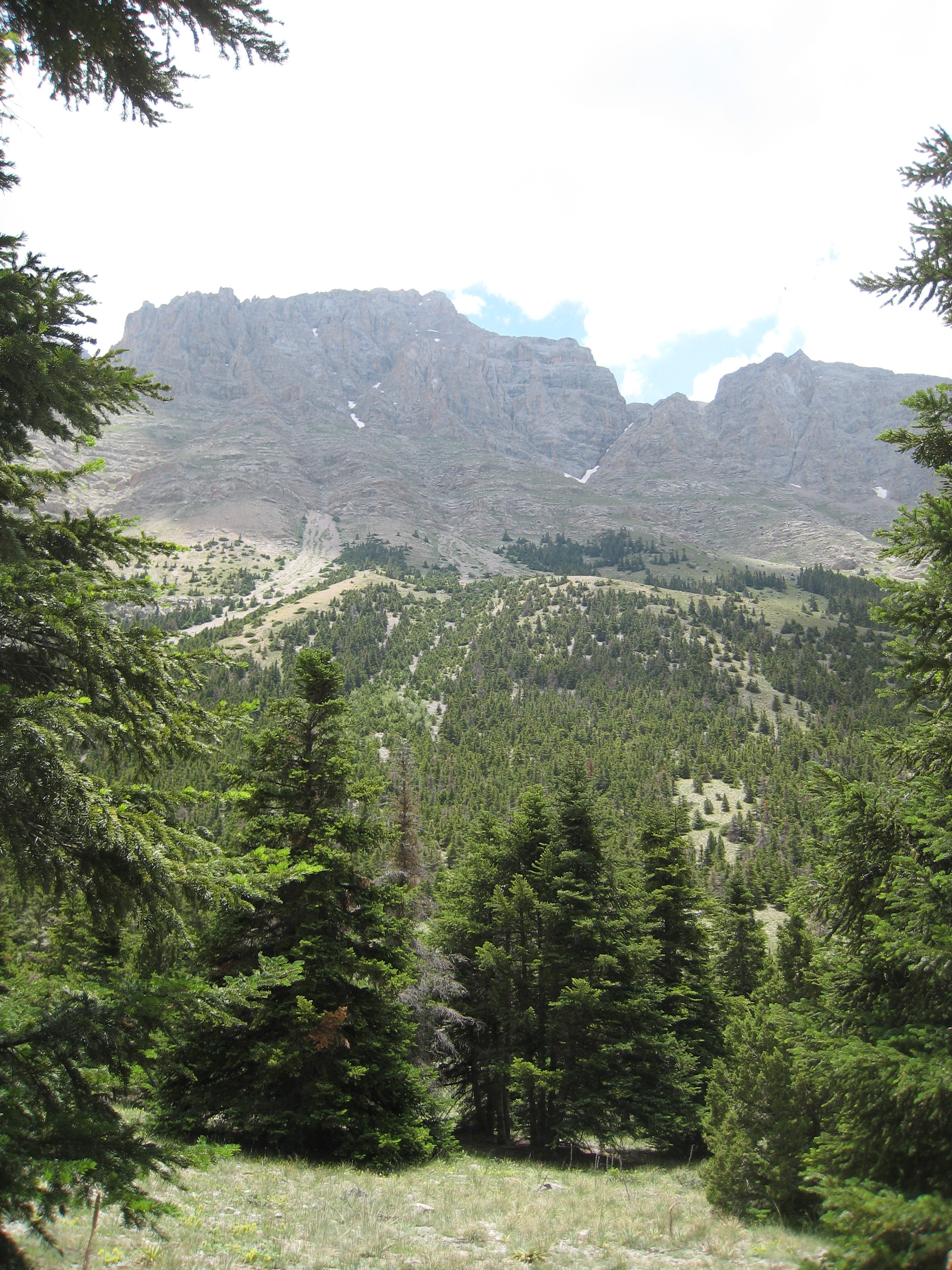
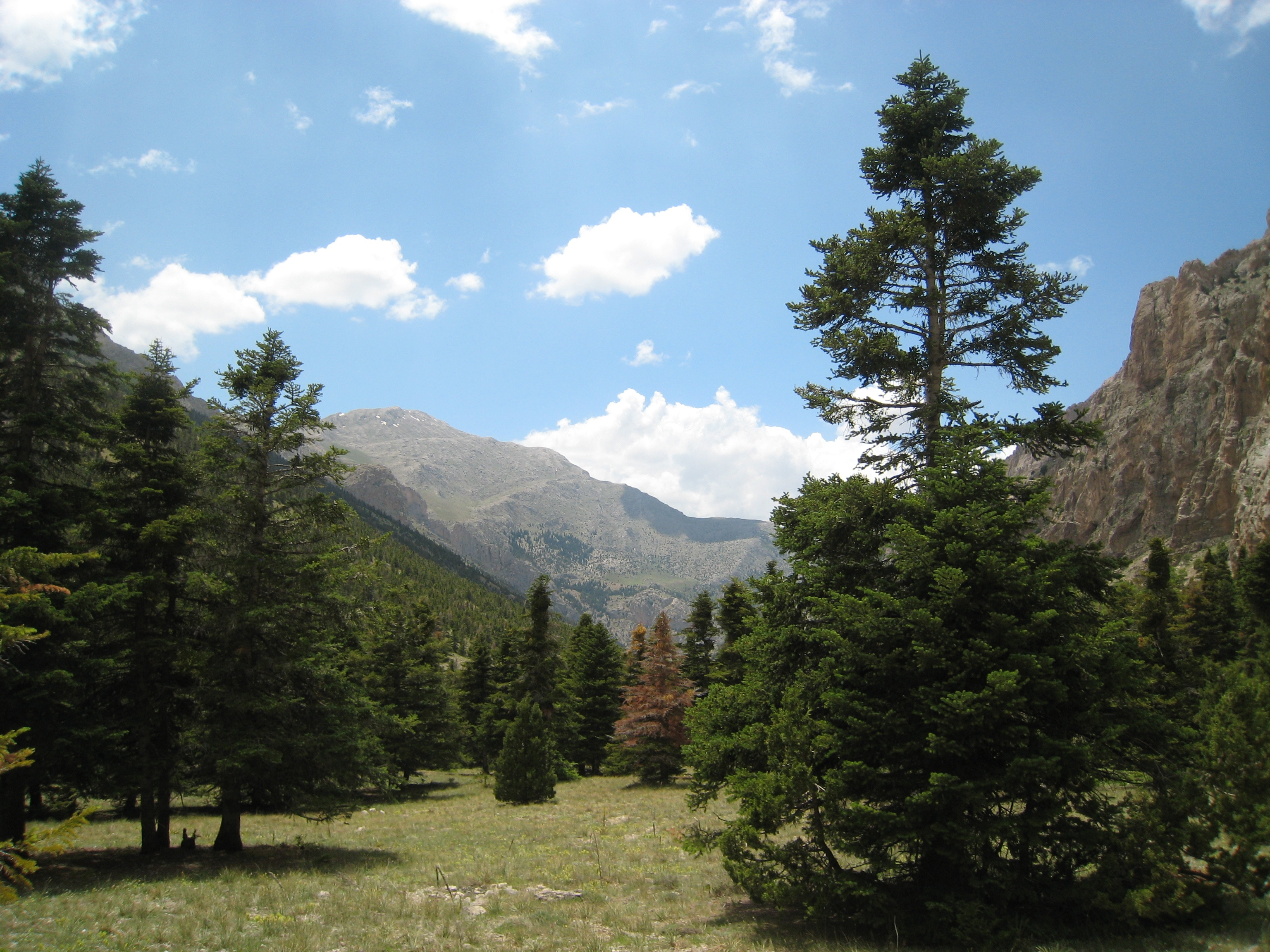
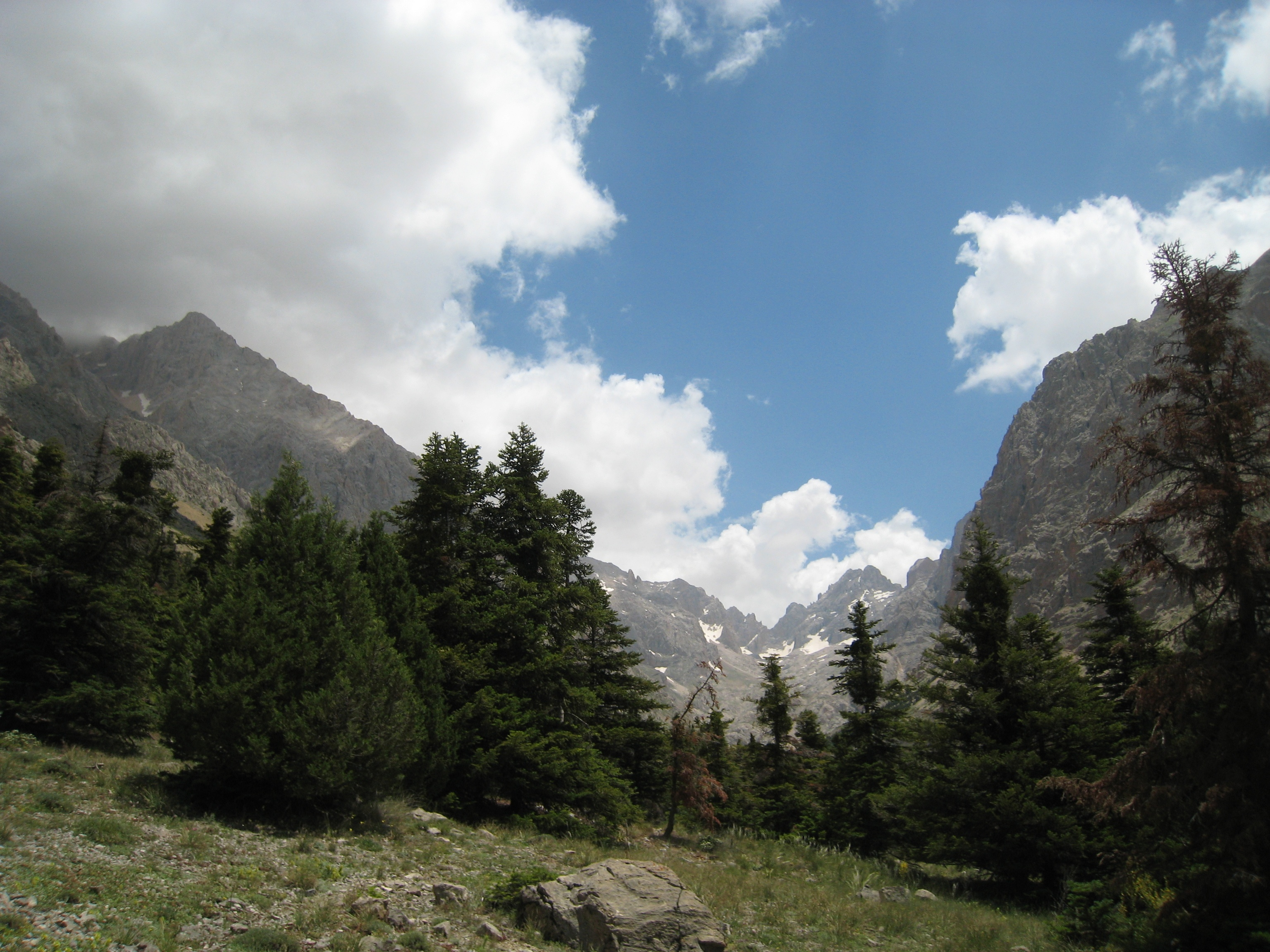
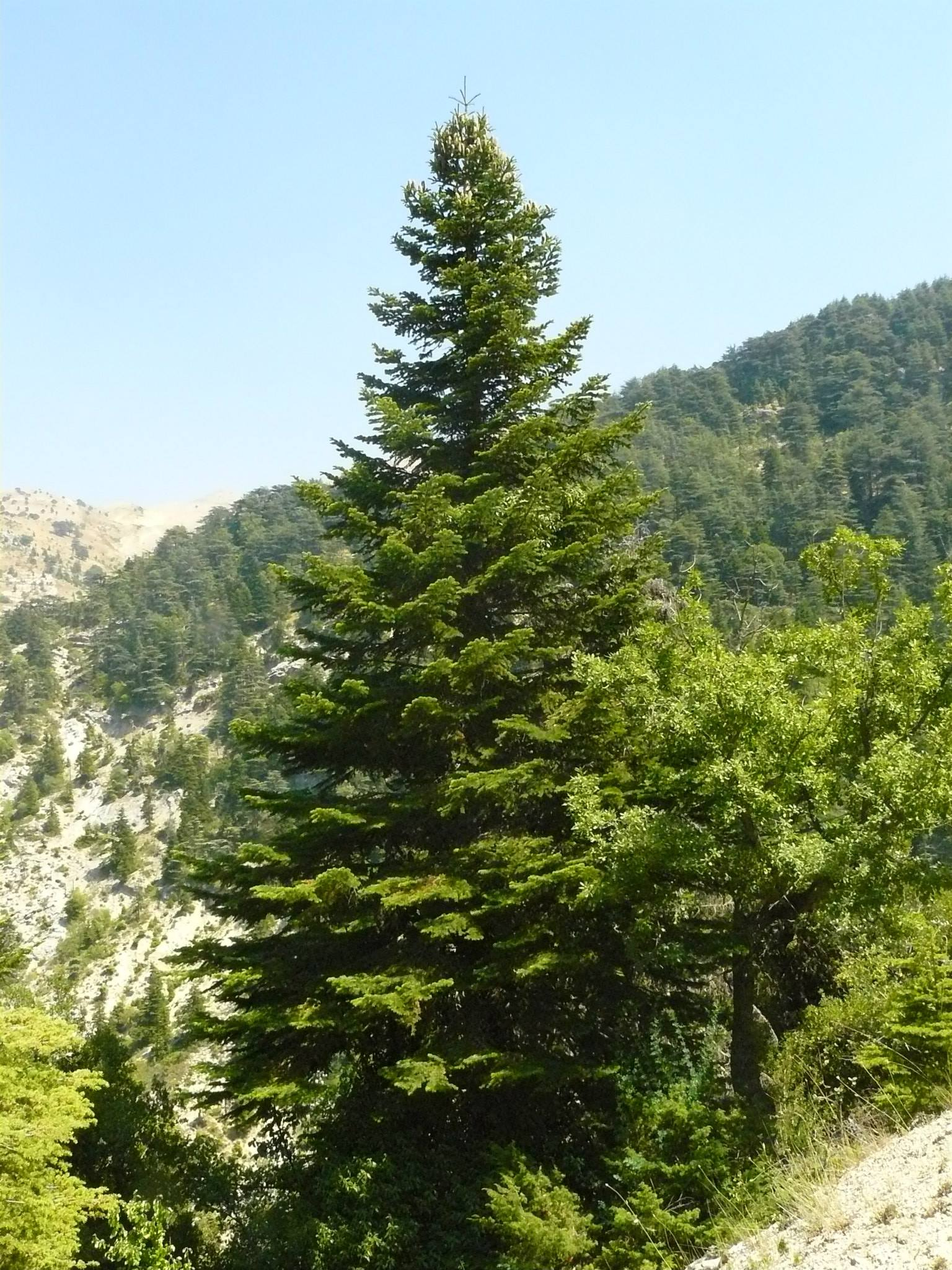